# Spoorlijn Neustadt - Treuenbrietzen
De spoorlijn Neustadt - Treuenbrietzen is een grotendeels voormalige spoorlijn die enkele radiale spoorlijnen vanuit Berlijn met elkaar verbond ter hoogte van Brandenburg.

## Geschiedenis
De in 1901 opgerichte Brandenburgische Städtebahn AG startte op 25 maart 1904 met vervoersdiensten op de lijn Treuenbrietzen–Belzig–Brandenburg–Rathenow–Neustadt (Dosse). De eerste 10 jaar stond het bedrijf onder leiding van de Vereinigte Eisenbahnbau- und Betriebs-Gesellschaft, die vanaf 1920 overging in de Landesverkehrsamt Brandenburg. De enkelsporige lokaalspoorweg was in totaal 125,6 km, en verbond 4 hoofdspoorlijnen met elkaar, tussen Berlijn en Hamburg, Stendal, Magdeburg en Dessau.
Op 15 december 1953 werd nog een verbindingsspoor in gebruik genomen tussen Brandenburg Altstadt naar Brandenburg zuid op de spoorlijn richting Golzow.
Met personenvervoer werd op 1 oktober 1962 gestopt op het baanvak tussen Treuenbrietzen en Belzig. Op respectievelijk 30 november en 13 december 2003 werd het stuk tussen Rathenow Noord en Neustadt (Dosse), en het baanvak tussen Belzig en Brandenburg buiten bedrijf gesteld. Het baanvak Rathenow–Rathenow Noord volgde op 14 december 2005. Daarmee rijden er no0g enkel personentreinen tussen Bandenburg en Rathenow.
Ook het goederenvervoer werd stukje bij beetje afgebouwd. Tussen Belzig en Niemegk op 31 december 1998, en op 31 december 2001 tussen Rathenow en Neustadt. Enkele deeltrajecten zijn nog in bedrijf door private spoorinfrastructuur-bedrijven. voor het bet baanvak Belzig–Niemegk is dat de Deutsche Regionaleisenbahn GmbH en tussen Brandenburg en Golzow beheert Prinsen Eisenbahninfrastruktur GmbH de baan.
Het baanvak tussen Brandenburg en Rathenow Noord is tussen 2003 en 2005 voor 55 miljoen euro gerenoveerd en op 27 juni 2005 weer in bedrijf genomen.
Het stuk tussen Rathenow en Neustadt is op 31 mei 2006 stilgelegd en zal afgebroken worden, nu de aanliggende gemeenten geen interesse toonden het baanvak over te nemen.

## Weblinks
- Brandenburgische Städtebahn. In: bahnstrecken.de.
- Berliner-Bahnen.de

## Voetnoten
1. ↑  Erich Preuß & Reiner Preuß, Chronik der Deutschen Reichsbahn 1945–1993, Eisenbahn in der DDR, GeraMond, München 2009, ISBN 978-3-7654-7094-3, S. 42
2. ↑  [dode link]